# Roman Kokoshko
Roman Kokoshko (16 de agosto de 1996) es un deportista ucraniano que compite en atletismo. Ganó una medalla de bronce en el Campeonato Europeo de Atletismo en Pista Cubierta de 2023, en la prueba de lanzamiento de peso.

## Palmarés internacional
| Campeonato Europeo en Pista Cubierta | Campeonato Europeo en Pista Cubierta | Campeonato Europeo en Pista Cubierta | Campeonato Europeo en Pista Cubierta |
| Año                                  | Lugar                                | Medalla                              | Prueba                               |
| ------------------------------------ | ------------------------------------ | ------------------------------------ | ------------------------------------ |
| 2023                                 | Estambul (Turquía)                   | Medalla de bronce                    | Peso                                 |